# Maraveh
Marāveh (farsi مراوه) o Marāvehtapeh (مراوه‌تپه) è il capoluogo dello shahrestān di Maravehtapeh, circoscrizione Centrale, nella provincia del Golestan. Aveva, nel 2006, una popolazione di 5.602 abitanti. Si trova nella parte più orientale della regione. è vicino al confine con il Turkmenistan.